# Peščeni Vrh
Peščeni Vrh je naselje v Občini Cerkvenjak.